# دیداری‌سازی داده زیستی
دیداری‌سازی داده‌های زیست‌شناسی یا دیداری‌کردن داده‌های زیست‌شناسی (به انگلیسی: Biological data visualization) شاخه‌ای از بیوانفورماتیک است که با کاربرد گرافیک رایانه‌ای، دیداری‌سازی علمی و دیداری‌سازی داده در زمینه‌های مختلف علوم زیستی مرتبط است. این شامل تجسم دنباله‌ها، ژنوم‌ها، ترازها، تبارزایی‌ها، ساختارهای درشت‌مولکولی، زیست‌شناسی سیستم‌ها، میکروسکوپ، و داده‌های تصویربرداری تشدید مغناطیسی است. ابزارهای نرم‌افزاری مورد استفاده برای تجسم داده‌های زیست‌شناختی از برنامه‌های ساده و مستقل تا سیستم‌های پیچیده و یکپارچه را شامل می‌شود.

## نگارخانه

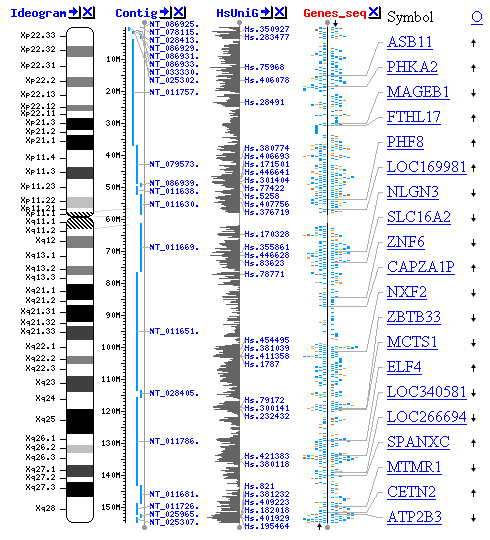
داده‌های ژنومی و مونتاژی
ترازها ، فیلوژنی و تکامل
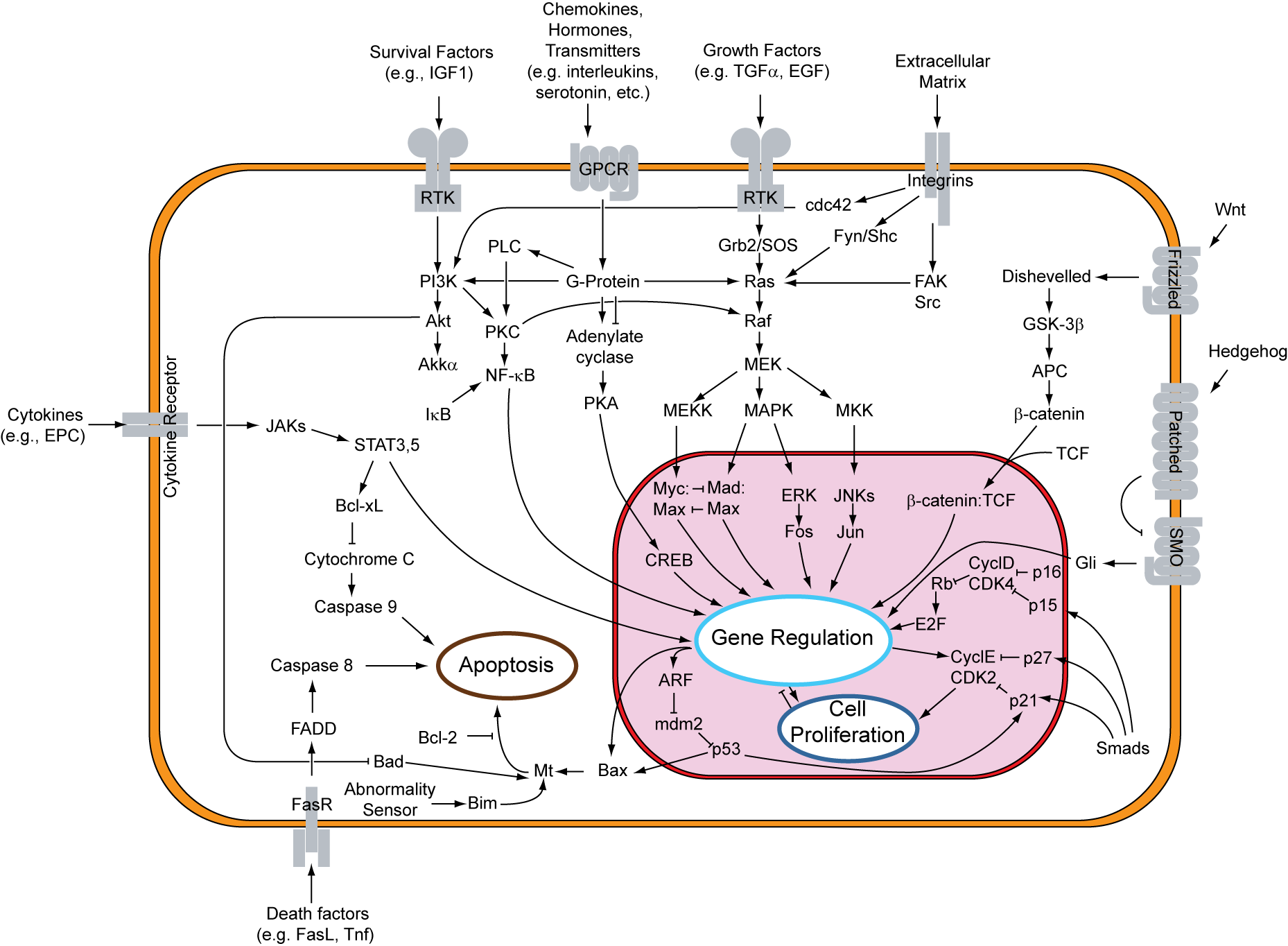
زیست‌شناسی سیستم‌ها
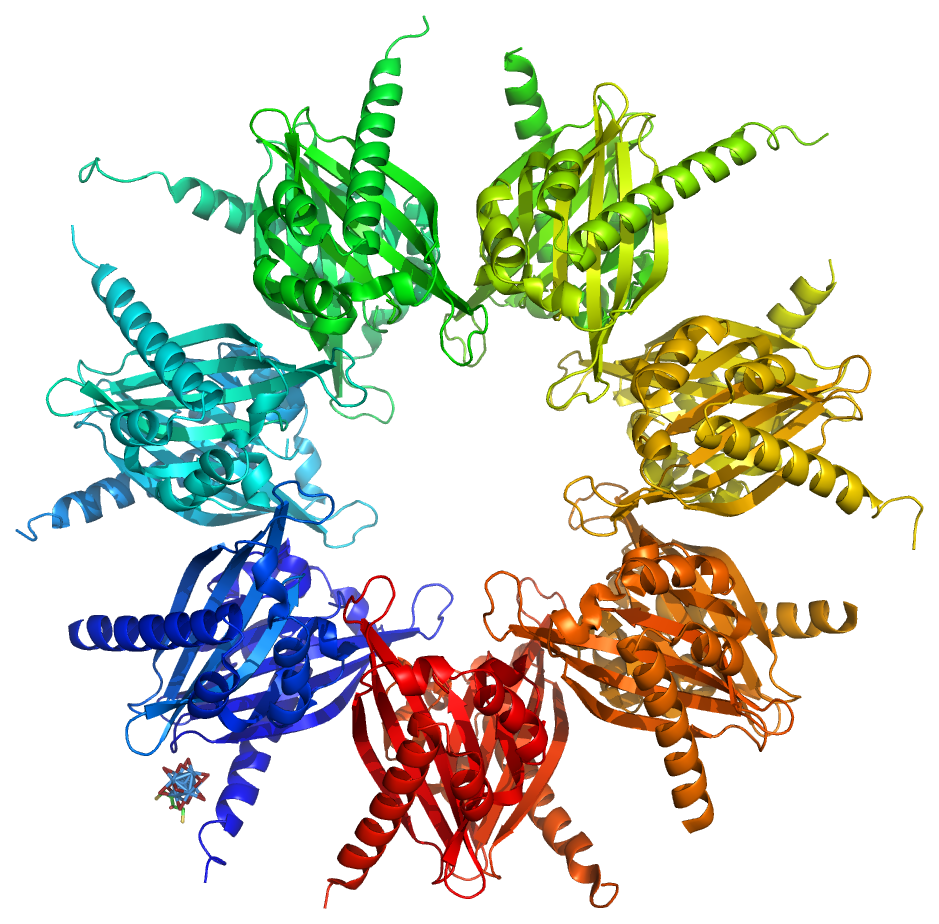
گرافیک مولکولی
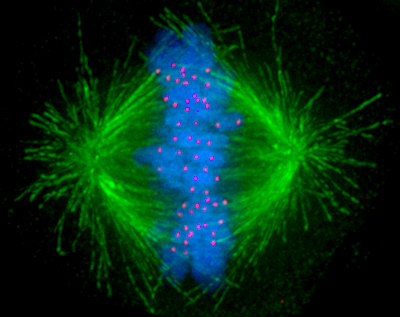
میکروسکوپی
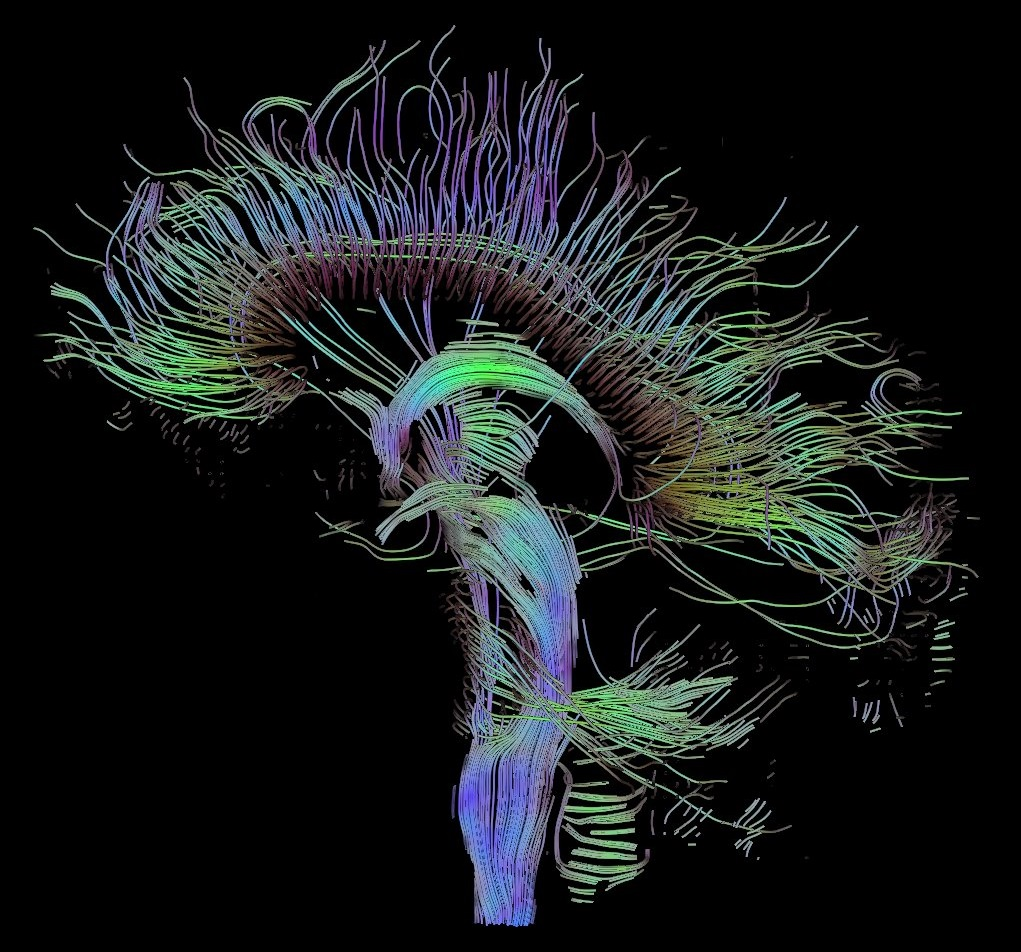
تصویربرداری رزونانس مغناطیسی